# Cassius Winston
Cassius Winston (ur. 28 lutego 1998 w Detroit) – amerykański koszykarz, występujący na pozycji rozgrywającego, od 2023 zawodnik klubu Tofaş.
W 2015 zdobył brązowy medal podczas turnieju Nike Global Challenge. Rok później wystąpił w meczu gwiazd – Jordan Brand Classic, został też wybrany najlepszym zawodnikiem szkół średnich stanu Michigan (Mr. Basketball of Michigan, Michigan Gatorade Player of the Year).
18 lipca 2023 dołączył do tureckiego Tofaşu.

## Osiągnięcia
Stan na 4 października 2023, na podstawie, o ile nie zaznaczono inaczej.
NCAA
- Uczestnik rozgrywek:
  - NCAA Final Four (2019)
  - turnieju NCAA (2017–2019)
- Mistrz:
  - turnieju konferencji Big 10 (2019)
  - sezonu regularnego Big 10 (2018–2020)
- Koszykarz roku konferencji Big 10 (2019)[5]
- Most Outstanding Player (MOP=MVP) turnieju Big 10 (2019)[6]
- MVP turnieju:
  - Las Vegas Invitational (2019)
  - Phil Knight Invitational (2018)
- Zaliczony do:
  - I składu:
    - Big 10 (2019, 2020)
    - turnieju:
      - Big 10 (2019)
      - Las Vegas Invitational (2019)

  - II składu All-American (2019, 2020)
  - III składu Big Ten (2018)
- Lider Big 10 w:
  - średniej asyst (2018 – 6,9, 2019 – 7,5)
  - liczbie:
    - asyst (2018 – 241, 2019 – 291)
    - strat (2019 – 114, 2020 – 96)
- Zawodnik kolejki:
  - NCAA (5.01.2020 według USBWA)
  - Big Ten (25.02.2019, 28.01.2019, 21.01.2019, 31.12.2018, 26.11.2018, 6.01.2020, 2.03.2020, 9.03.2020)

Drużynowe
- 3. miejsce w mistrzostwach Niemiec (2023)
- Zdobywca Pucharu Niemiec (2023)